# Station Radom Port Rozładunkowy
Station Radom Wschodni is een spoorwegstation in de Poolse plaats Radom.